# Alice Rinell Hermansson
Alice Gerda Rinell Hermansson, född Rinell 20 februari 1931, är en svensk sjuksköterska och forskare inom vårdvetenskap.

## Biografi
Alice Rinell Hermansson föddes och växte upp i staden Jiaouzhou i östra Kina, som dotter till missionärsparet Gerda och Egron Rinell. Hon kom 1948 till Sverige 17 år gammal, och återvände först flera decennier senare till sin födelsestad.
Hon utbildade sig till sjuksköterska i Uppsala och gick sedan lärarutbildningen på Vårdskolan. Mellan 1980 och 1993 var hon anställd som forskningsassistent vid Program för omvårdnadsforskning vid Uppsala universitet.
Hon doktorerade vid Socialmedicinska institutionen och disputerade 1990 på avhandlingen Det sista året om omsorg och vård det sista året av livet. Hon konstaterade där bland annat att de flesta människor då dog utan att ha någon närstående hos sig i dödsögonblicket, trots att de flesta dödsfall är väntade.
I avhandlingen studerade hon Avery D. Weismans forskning och erfarenheter, där han framhåller det betydelsefulla i att försöka förstå vad som ger en person mening i livet och hur en person tänker och känner inför sin död. Dessa tankar tillämpades vid starten av ett hospice i Örebro i slutet av 1990-talet, vilket beskrevs i boken Livet pågår. Modellen, kallad De 6 s:n, har vidareutvecklats och utvärderats inom omvårdnadsforskning och klinisk omvårdnad och beskrivits i flera vetenskapliga artiklar.
Hon blev därefter universitetslektor vid Centrum för omvårdnadsvetenskap vid Uppsala universitet, och har bidragit till kartläggning och utveckling av forskning inom vårdvetenskap. Hon utsågs 1994 till rektor för Ersta högskola och innehade denna tjänst fram till sin pensionering 1996.
Rinell Hermansson har efter sin pensionering återvänt till Kina flera gånger och arbetat i arkivet på Baptistsamfundet. Hon har tillgängliggjort och i olika sammanhang föreläst om sina föräldrars och farmors verksamhet i Kina under första hälften av 1900-talet, ofta i anslutning till boken Öster om bergen: femtiofem år med bibel och skolväska i Kina som gavs ut 2019.